# واجهات محطة السكك الحديدية
 واجهات محطة السكك الحديدية  هو معلم أثري تونسي مصنف من قبل المعهد الوطني للتراث يقع في ولاية قابس في الجنوب الشرقي التونسي، تحديدا في مدينة قابس تم تصنيف المعلم في يوم 1 سبتمبر 2000 .

## مقالات ذات صلة
- قائمة المعالم الأثرية المصنفة في تونس